# Gabriella Willems
Gabriella Willems (Lieja, 1 de julio de 1997) es una deportista belga que compite en judo. Participó en los Juegos Olímpicos de París 2024, obteniendo una medalla de bronce en la categoría de –70 kg.

## Palmarés internacional
| Juegos Olímpicos | Juegos Olímpicos | Juegos Olímpicos  | Juegos Olímpicos |
| Año              | Lugar            | Medalla           | Categoría        |
| ---------------- | ---------------- | ----------------- | ---------------- |
| 2024             | París (Francia)  | Medalla de bronce | –70 kg           |